# 滝口順平
滝口 順平（たきぐち じゅんぺい、1931年〈昭和6年〉4月17日 - 2011年〈平成23年〉8月29日）は、日本の声優、俳優。千葉県船橋市出身。本名および旧芸名は滝口 幸平（たきぐち こうへい）。

## 来歴

### 生い立ち
少年時代、父は定職を持たず、あれこれ手を出しては失敗を繰り返しており、家族はいつも貧乏のどん底で悲惨な生活に強いられていた。心の奥底で、「ひとつのことをコツコツ続けるのだ、いや続けなくてはならないのだ……」と叫び続けていた声があったという。
中学生の頃にラジオドラマが好きだったこと、親戚に浪曲師の春日井梅鴬がいたことから、将来は芝居か浪曲のどちらかをやりたいと考えていた。
1949年、千葉県立市川工業高等学校機械科卒業後は地元の工場に就職していたが、高校時代に放送部でしていた朗読をひっさげ、『のど自慢素人演芸会』（現：『NHKのど自慢』）に出場して合格。
その後、小山源喜が主宰していたキリン座に入団して声優の修業をしていた。

### キャリア
「これからの時代は放送業界だろう」と決断をしていたところ戦後に発足したラジオ東京（現在、法人としてはTBSホールディングス、放送局としてはTBSラジオ・TBSテレビ）放送劇団（第1期）の募集で3千人くらいの応募総数の中から選ばれて合格し、芸能界に入った。当時はトップの成績であり、男性では20歳の滝口が最年少だったという。1957年2月に「己の声優として真価をもっと広い世界で問うてみたい」と退団後、衣笠プロ、グループりんどう、東京俳優生活協同組合、東京アクタープロを経て、フリー。
数多くのラジオ・ドラマに出演しており、その後はテレビ洋画の日本語版声の吹き替えを担当し、アテレコの草分け的存在となっていた。

### 晩年・死去
80歳近くになっても、アニメではリメイク版『ヤッターマン』（読売テレビ）や『それいけ!アンパンマン』（日本テレビ）などに出演し、『堂本剛の正直しんどい』（テレビ朝日）の企画「芸能人しんどい指令」や、『スキバラ・雨上がり決死隊の決死隊 トッターマンDS』（テレビ東京）などで、ドクロベエ風の声でのバラエティ系番組のナレーターも多く務めた。
2011年8月29日午前7時33分、胃癌のため、入院先の病院で死去。80歳没。
なお生前に収録したNTTファシリティーズのエコロじいの声は、死去後も2012年3月までCMやNTTファシリティーズ公式サイトで聞くことができた（2012年4月より別の声になっており、公式サイトも別の声に差し替えられている）。『CRヤッターマン 天才ドロンボー只今参上!』やパチスロ『新・ドロンジョにおまかせ』にも生前に収録したドクロベエの声として出演している。また同じく代表作である「浜乙女」の語り部の声は2022年10月現在も聞くことができる。
2012年、第六回声優アワード「特別功労賞」を受賞。

## 人物
民間放送初の声優である。
声種はバスバリトン。
役柄としては、太った悪役、少しコメディがかかった敵役で知られていた。
アニメでは『ヤッターマン』でのドクロベエ役をはじめとした「タイムボカンシリーズ」が代表作に挙げられることが多く、「おしおきだべ」の台詞で知られている。
『ルパン三世』ではミスターX役で最多出演している。
CMにも多数出演している。
ハンナ・バーベラ作品（外国アニメ）の吹き替え出演も多い。
若いころ、海に向かって毎日大声で叫んで喉を鍛えたそうで、喉の丈夫さには自信を持っているとコメントしている。また、独特な声のために、1日にうがいを50回するほど喉を大事にしていた。しかし、晩年まで酒とたばこはやめなかった。台本に書いたアドリブなどは盗まれないように消しゴムで全部消していく。
「声優は声から視聴者に抱かれるイメージが大事であり、そのイメージを壊したくない」との理由で、テレビ番組に出演しても、顔が放送されないように番組側に依頼していたという（2007年9月30日放送、日本テレビ『行列のできる法律相談所』内での本人談）。しかし、自身がナレーターを務めた『ぶらり途中下車の旅』では、1996年 - 2002年にかけて数回、ロケーション撮影の一場面で顔出し出演をしており、そのたびに旅人を驚かせていた。また2007年の春頃に、一度だけ『ザ・ワイド』（日本テレビ・読売テレビ）の1コーナーにおいてナレーションをした際、「私、滝口順平がお送り致します」というナレーションとともに、数秒間だけナレーション中の滝口が顔出しを行なったり、2007年11月12日の深夜にテレビ朝日で放送された『快感MAP』においても、『YATTERMAN〜ヤッターマン〜』のドクロベエ役として素顔とともに出演したりした。『快感MAP』に出演した理由は、滝口が調査員役のにしおかすみこのファンでもあったため。また、2007年11月16日にテレビ朝日で放送された『報道ステーション』内の団塊の世代向けの「懐かしのアメリカ映画」のコーナーで、初めて吹き替えをした人物として、素顔とともに紹介された。
2007年11月26日に日本テレビで放送された『NNN Newsリアルタイム』のコーナー「リアルエンタメ」で、実写版『YATTERMAN〜ヤッターマン〜』の主人公ガンちゃんこと高田ガン役に嵐のメンバー櫻井翔が決まったことについてのインタビューに応じた。
松村邦洋、ホリ、コージー冨田、カール北川、山口智充、林家たい平、大泉洋、タモリ、山本剛士、古賀慶太、櫻井翔などに物真似をされている。2011年6月4日放送『ぶらり途中下車の旅』では、旅人で出演した青木隆治が滝口のナレーションつきで物真似をしている。
趣味は読書。
既婚者で息子と娘がいた。

## エピソード
1956年、日本初の吹き替え外国テレビドラマ『カウボーイGメン』では、滝口一人で女性役も含め全ての登場人物の声を生放送で同時にあてて放送された。生放送だったため、そのフィルムは存在していないが吹替の歴史を紹介する番組に出演して当時の再現をすることがあった。
『ぶらり途中下車の旅』などのナレーターを務める番組で、出演者が食事をするシーンが多くあることから、滝口自身も旅人と一緒に旅をして食べ物を口にしていると、一部の視聴者に誤解されていた。『ぶらり途中下車の旅』については、滝口自身がロケに参加した回が存在する。
かつて、ゴキブリ捕獲器のCMにおいてゴキブリのキャラクターに扮した際、「ワシのマークの大正の」という独特のナレーションを行った。キャッチコピーの「バカとれ」という言葉は、当時の流行語にもなった。
2008年5月と2011年8月、一時休養をとった。その間『ぶらり途中下車の旅』のナレーションはえなりかずきや近石真介、神谷明、増岡弘が代役を務めた後、2011年10月1日放送分からは藤村俊二が滝口の後任ナレーターに就任した。
死去直後である2011年9月3日放送の『ぶらり途中下車の旅』では「さようなら滝口順平さん」という副題の追悼番組が放送され、次週の沿線場所予告含めナレーションの大部分は滝口のものを使用し、最後に本人の顔写真が起用された。一部は増岡弘が新録で担当。そして番組の最後に阿藤快、舞の海、太川陽介が画面に登場して追悼の言葉を述べたあと、「滝口さん 天国でもいい旅を続けてくださいね」という追悼テロップが挿入された。

## 代役・後任
滝口の死後、代役を務めたり、持ち役・ナレーションを引き継いだりした人物は以下の通り。
| 後任     | 役名                               | 作品                           | 代役・後任の初担当作品                             |
| -------- | ---------------------------------- | ------------------------------ | -------------------------------------------------- |
| 藤村俊二 | ナレーション                       | 『ぶらり途中下車の旅』         | 2011年10月1日放送分                                |
| 増岡弘   | ナレーション                       | 「ヤクルト本社 ミルミル」TVCM  | TBA                                                |
| 古賀慶太 | ナレーション                       | 『ぴったんこカン・カン』       | TBA                                                |
| 銀河万丈 | 「ぶらり赤字列島の旅」ナレーション | 『ビートたけしのTVタックル』   | TBA                                                |
| ホリ     | ドクロベエ                         | 『ヤッターマン』               | 『夜ノヤッターマン』                               |
| 茶風林   | エコロじい                         | NTTファシリティーズ            | 2012年4月分                                        |
| 茶風林   | ミスターX                          | 『ルパン三世 (TV第1シリーズ)』 | 『ルパンは今も燃えているか?』                      |
| 茶風林   | 妖怪学校の先生                     | 『かいけつゾロリ』             | 『映画かいけつゾロリ だ・だ・だ・だいぼうけん!』   |
| 吉野貴宏 | 妖怪学校の先生                     | 『かいけつゾロリ』             | 『もっと!まじめにふまじめ かいけつゾロリ』         |
| 森功至   | サンタクロース                     | 『それいけ!アンパンマン』      | 2014年12月19日放送分                               |
| 佐藤正治 | 最長老                             | 『ドラゴンボールZ』            | 『ドラゴンボール ゼノバース2』                     |
| 増谷康紀 | 最長老                             | 『ドラゴンボールZ』            | 『ドラゴンボールフュージョンズ』                   |
| 岸哲生   | ウルル                             | 『恐竜大戦争アイゼンボーグ』   | 『帰ってきたアイゼンボーグ』                       |
| 長嶝高士 | ごきげん                           | 『白雪姫』                     | 『ディズニー・クリスマス・ストーリーズ』           |
| 長嶝高士 | ジッポウ                           | 『忍者ハットリくん』           | 『P忍者ハットリくん〜決戦!サイバーからくり城の巻』 |
| 仲野裕   | エイブラハム・シンプソン           | 『ザ・シンプソンズ』           | シーズン15以降                                     |
| 山本満太 | ハイマン・クラストフスキー         | 『ザ・シンプソンズ』           | シーズン15以降                                     |

## 出演
※太字はメインキャラクター。

### テレビアニメ
1963年
- 仙人部落
- 鉄腕アトム (アニメ第1作)（ポンコツ博士）

1965年
- ジャングル大帝（第1作）
- 戦え!オスパー（パンチョス）

1966年
- おそ松くん
- ハリスの旋風

1967年
- 悟空の大冒険（八戒）
- パーマン

1968年
- 怪物くん
- 佐武と市捕物控（1968年 - 1969年、伊助、常五郎、弥乃吉、三次、甲州屋 他）
- 妖怪人間ベム（怨霊）

1969年
- 海底少年マリン（艦長）
- どろろ（座頭）
- ハクション大魔王（スーパーセールスマン）
- ムーミン（1969年 - 1972年、モラン） - 2シリーズ

1970年
- いなかっぺ大将

1971年
- アンデルセン物語
- 新オバケのQ太郎
- 珍豪ムチャ兵衛（カブレズキン）
- 天才バカボン
- ルパン三世（第1作）

1972年
- 海のトリトン（プロテウス）
- おんぶおばけ（ニセ一寸法師）
- 樫の木モック（ハナグロ）
- デビルマン（ヘンゲ、ドロー）
- ハゼドン（ムツゴロー）

1973年
- 科学忍者隊ガッチャマン（ムカシスキー博士）
- 荒野の少年イサム
- ジャングル黒べえ
- ゼロテスター
- ど根性ガエル（1973年 - 1974年）
- ドロロンえん魔くん（1973年 - 1974年、シャッポー）
- マジンガーZ（1973年 - 1974年、ブロッケン伯爵）
- 山ねずみロッキーチャック（いじわるいたち）
- ワンサくん（ベンジャミン）

1974年
- ジムボタン（キャプテン・キッド）
- 小さなバイキングビッケ（スノーレ）
- はじめ人間ギャートルズ
- 破裏拳ポリマー

1975年
- 宇宙の騎士テッカマン（ランボス）
- 元祖天才バカボン
- タイムボカン（1975年 - 1976年、ペラ助）
- みつばちマーヤの冒険
- 勇者ライディーン（1975年 - 1976年、バラオ）

1976年
- 恐竜探険隊ボーンフリー（キングバトラー）
- ハックルベリィの冒険（王様）
- まんが 花の係長（社員たち）
- UFO戦士ダイアポロン（ダマクター博士）
- ろぼっ子ビートン

1977年
- 恐竜大戦争アイゼンボーグ（神原五郎、帝王ウルル）
- ヤッターマン（1977年 - 1979年、ドクロベエ、呼び出し、チョロ吉、ドクロック、ゲスダー、スッテン童子、コショウダユウ、チン皇帝、王様、ナランダ国国王、玉置ドクロ、ラッキー、パン屋の親方、ノダイコン、ボヤッキトン長官、キナコウズケノスケ）
- ルパン三世（第2作）（1977年 - 1978年）

1978年
- 宝島（1978年 - 1979年、トレローニ）
- 星の王子さま プチ・プランス（オスマン）

1979年
- 科学忍者隊ガッチャマンF
- 銀河鉄道999（サイクロプロス）
- こぐまのミーシャ（1979年 - 1980年、ドビンスキー、ブーシカ、ブタの支配人 他）
- ザ☆ウルトラマン（1979年 - 1980年、ピグ）
- ゼンダマン（1979年 - 1980年、ボケロ、アクダライオン、花咲かじいさん、大腹庄助）

1980年
- 怪物くん（1980年版）（ゴロニャーン）
- タイムパトロール隊オタスケマン（1980年 - 1981年、東南長官）
- ニルスのふしぎな旅（1980年 - 1981年、貴金属商、シーガル）
- フウムーン（山田野博士）
- 無敵ロボ トライダーG7（ドンマ）
- 闇の帝王 吸血鬼ドラキュラ（ルペスキー）

1981年
- 宇宙戦艦ヤマトIII（ベムラーゼ）
- 最強ロボ ダイオージャ（オールン）

1982年
- うる星やつら（赤マント）
- おはよう!スパンク
- さすがの猿飛（ヤクザの親分）
- 太陽の子エステバン（ペレス〈2代目〉）
- 太陽の使者 鉄人28号（カルロス）
- Dr.スランプ アラレちゃん（ムサシ）
- 手塚治虫のドン・ドラキュラ（リップ・ヴァン・ヘルシング教授）
- ときめきトゥナイト（神谷玉三郎）
- 忍者マン一平（和尚）
- パタリロ!（イヨマンテ・サンダース）
- 魔法のプリンセス ミンキーモモ（ワルダー）
- 南の虹のルーシー（ペティウェル）

1983年
- キャッツ♥アイ（瀬口広幸）
- ストップ!! ひばりくん!（金田金助）
- スペースコブラ
- ななこSOS（長万部〈2代目〉）

1984年
- OKAWARI-BOY スターザンS（ゴクロウ）
- チックンタックン（ワルチン大事典）
- よろしくメカドック（団長）
- ルパン三世 PARTIII（1984年 - 1985年）

1985年
- おねがい!サミアどん（幽霊）
- ゲゲゲの鬼太郎（第3作）（だるま〈初代〉）
- ダーティペア（ボス、マホガニー）
- 名探偵ホームズ（ギルモア）

1986年
- ドリモグだァ!!（カール大帝）
- Bugってハニー（1986年 - 1987年、キュラ大王）

1987年
- ウルトラB
- 機甲戦記ドラグナー（ハイデルネッケン）
- ドラゴンボール（1987年 - 1989年、占いババ）
- 忍者ハットリくん（ジッポウ）
- のらくろクン（1987年 - 1988年、ブル連隊長）

1988年
- それいけ!アンパンマン（1988年 - 2010年、サンタクロース〈初代〉、へどろまん〈代役〉、パクパク竜〈初代〉）

1989年
- 青いブリンク（ヨザック）
- 機動警察パトレイバー（老人）
- たいむとらぶるトンデケマン!（1989年 - 1990年、アブドーラ）
- ドラゴンボールZ（1989年 - 1991年、占いババ〈初代〉、最長老〈初代〉、ポルンガ〈初代〉）

1990年
- 昆虫物語 みなしごハッチ（モック）
- 八百八町表裏 化粧師（虎猫屋）
- 平成天才バカボン（泥棒、白雪先輩）
- RPG伝説ヘポイ（1990年 - 1991年、ブンザエモン〈2代目〉）

1991年
- おばけのホーリー（ピートン）
- ゲンジ通信あげだま（1991年 - 1992年、ノットリダマス11世〈九鬼雷蔵〉）
- 太陽の勇者ファイバード（1991年 - 1992年、Dr.ジャンゴ）

1992年
- ファンタジーアドベンチャー 長靴をはいた猫の冒険（国王）

1993年
- 風の中の少女 金髪のジェニー（バーナード）

1994年
- 赤ずきんチャチャ（ベップー）
- とっても!ラッキーマン（パーティー荒らしマン）
- モンタナ・ジョーンズ（ニトロ博士）
- ルパン三世 燃えよ斬鉄剣（陳珍忠）

1995年
- 魔法陣グルグル（モンブラン）

1996年
- るろうに剣心 -明治剣客浪漫譚-（墨田屋総兵衛）

1997年
- こちら葛飾区亀有公園前派出所（神）

1998年
- アリスSOS（1998年 - 1999年、M1）
- ゲゲゲの鬼太郎（第4作）（黒髪切）
- MASTERキートン（フォスター大佐）

1999年
- ごぞんじ!月光仮面くん（1999年 - 2000年、サタンの爪）
- ドクタースランプ（じいちゃん）

2000年
- タイムボカン2000 怪盗きらめきマン（ドグリン、ナレーション）

2001年
- サイボーグ009 THE CYBORG SOLDIER（コズミ博士）
- だぁ!だぁ!だぁ!（ビンセント博士）
- ルパン三世 アルカトラズコネクション（黄）
- ONE PIECE（ネルソン・ロイヤル）

2003年
- アストロボーイ・鉄腕アトム（ミスター・ダーリング）
- ワンダーベビルくん（ベビルパパ）

2004年
- かいけつゾロリ（妖怪学校の先生）
- 鉄人28号（第4作）（有本）
- とっとこハム太郎 はむはむぱらだいちゅ!（おじいちゃん）

2005年
- かりん（ナレーション）
- まじめにふまじめ かいけつゾロリ（2005年 - 2006年、妖怪学校の先生）

2006年
- ぜんまいざむらい（大福の神）
- D.Gray-man（千年伯爵）
- .hack//Roots（フィロ）

2007年
- 怪物王女（弁護士）
- きらりん☆レボリューション（Mr.ダンチョー）
- もっけ（マメオトコ）

2008年
- 黒塚-KUROZUKA-（黒服の男）
- ヤッターマン（第2作）（2008年 - 2009年、ドクロベエ）

2009年
- ドラゴンボール改（最長老）

2010年
- RAINBOW-二舎六房の七人-（杉老人）

### 劇場アニメ
1962年
- アラビアンナイト・シンドバッドの冒険（船長）

1970年
- チュウチュウバンバン（ブン）

1971年
- アリババと40匹の盗賊（カジル）

1974年
- きかんしゃやえもん D51の大冒険（キング）

1976年
- 長靴をはいた猫 80日間世界一周（グルーモン）

1980年
- 家なき子（ドリスコル）

1982年
- テクノポリス21C（スクラッチ）
- Dr.SLUMP ほよよ! 宇宙大冒険（サオダケ）
- ドラえもん のび太の大魔境（ダブランダー）

1983年
- 幻魔大戦（ザメディ）
- Dr.スランプ アラレちゃん ほよよ!世界一周大レース
- パタリロ! スターダスト計画（サンダース部長）
- まんがイソップ物語（バーロー）

1985年
- ゲゲゲの鬼太郎（妖怪チンポ）
- 忍者ハットリくん+パーマン 忍者怪獣ジッポウVSミラクル卵（ジッポウ）

1986年
- 北斗の拳（ハート）

1987年
- グリム童話 金の鳥（カネマッチ王）
- 宝島（トレローニ）
- Bugってハニー メガロム少女舞4622（キュラ大王）

1989年
- マイメロディの赤ずきん（猟師）

1990年
- 太郎ヶ池の夏まつり（庄屋）

1991年
- ドラゴンクエスト ダイの大冒険（ブラス）

1992年
- 三国志 第一部・英雄たちの夜明け（董卓）

1993年
- それいけ!アンパンマン 恐竜ノッシーの大冒険（ドタゴン）

1998年
- クレヨンしんちゃん 電撃!ブタのヒヅメ大作戦（大袋博士）
- スレイヤーズ ごうじゃす（ガイズノー）

2001年
- メトロポリス（ロートン博士）

2006年
- 劇場版 どうぶつの森（セイイチ）
- まじめにふまじめ かいけつゾロリ なぞのお宝大さくせん（妖怪学校の先生）

2008年
- 秘密結社 鷹の爪 THE MOVIE2〜私を愛した黒烏龍茶〜（豪華な効果音）

2009年
- ヤッターマン 新ヤッターメカ大集合! オモチャの国で大決戦だコロン!（ドクロベエ）

### OVA
1979年
- ユニコ黒い雲と白い羽（黒雲）

1986年
- ザ・超女（大佐）

1987年
- ダーティペア（マゾッホ）
- 夢幻紳士（江戸川警部）

1990年
- 機動戦士SDガンダム MARK-V（百式大臣、闇皇帝）
- THE八犬伝（犬塚蟇六）

1992年
- 甲竜伝説ヴィルガスト（ガバディー）
- 創竜伝（1992年 - 1993年、田母沢篤）
- 魔動王グランゾート 冒険編（グレコ・ノーマン）

1993年
- タイムボカン王道復古（1993年 - 1994年、ドクロベエ、トグロベエ）

1994年
- ジョジョの奇妙な冒険（議員）
- 臀撃おしおき娘ゴータマン（ブッダ）

1995年
- ブラック・ジャック（アルマン医師）

1996年
- ソニック・ザ・ヘッジホッグ（Dr.エッグマン）

2002年
- ルパン三世 生きていた魔術師（大富豪）

### ゲーム
1996年
- NEWヤッターマン 難題かんだいヤジロベエ（ヤジロベエ）

1997年
- 攻殻機動隊 GHOST IN THE SHELL（沢村技官）
- スーパーロボット大戦F（1997年 - 1998年、ブロッケン伯爵） - 2作品
- ボカンと一発!ドロンボー 完璧版（ペラ助）

1998年
- AZEL -パンツァードラグーン RPG-（バイマン）
- 新世代ロボット戦記ブレイブサーガ（Dr.ジャンゴ）
- ボカンですよ（ドクロベエ、ペラ助）

1999年
- クラッシュ・バンディクー レーシング（エヌ・オキサイド）
- スーパーロボット大戦コンプリートボックス（ブロッケン伯爵）
- トロンにコブン（ロース）

2000年
- スーパーロボット大戦α（ブロッケン伯爵）
- ボカン伝説 ブタもおだてりゃドロンボー（ドクロベエ）
- 北斗の拳 世紀末救世主伝説（ハート）
- ポップンミュージック アニメーションメロディ（『ゲゲゲの鬼太郎』を歌唱）

2001年
- サクラ大戦3 〜巴里は燃えているか〜（ドニクール団長）※ドリームキャスト版、Windows版、PS2版
- スーパーロボット大戦α for Dreamcast（ブロッケン伯爵）
- ボカンGoGoGo（ドクロベエ）

2002年
- スーパーロボット大戦IMPACT（ブロッケン伯爵、妖魔大帝バラオ）

2003年
- ゲゲゲの鬼太郎 異聞妖怪奇譚（ぬらりひょん）

2004年
- かいけつゾロリ めざせ!いたずらキング（ようかいせんせい）
- スロッターUPコア3 愉打!ドロンジョにおまかせ（ドクロベー）

2005年
- ドラゴンボールZ Sparking!（ポルンガ）
- ドラゴンボールZ3（最長老、占いババ）

2006年
- スキージャンプ・ペア-リローデッド-（実況）
- ドラゴンボールZ Sparking! NEO（占いババ、ポルンガ）

2007年
- スーパーロボット大戦Scramble Commander the 2nd（妖魔大帝バラオ）
- ドラゴンボールZ Sparking! METEOR（ポルンガ）

2008年
- クレヨンしんちゃん 嵐を呼ぶ シネマランド カチンコガチンコ大活劇!
- ドラゴンボールZ インフィニットワールド（ポルンガ）
- ヤッターマンDS（2008年  - 2009年、ドクロベエ） - 2作品

2009年
- クレヨンしんちゃん 嵐を呼ぶ ねんどろろ〜ん大変身!
- ドラゴンボール 天下一大冒険（占いババ）

2010年
- キングダム ハーツ バース バイ スリープ（ごきげん）
- .hack//Link（フィロ）

2015年
- ドラゴンボールZ 超究極武闘伝（占いババ）

2025年
- スーパーロボット大戦Y（妖魔大帝バラオ）

### 吹き替え

#### 俳優
クリフトン・ジェームズ
- アンタッチャブル（地方検事）※フジテレビ版・テレビ東京版
- がんばれ!ベアーズ 特訓中（サイ）
- 大陸横断超特急（オリヴァー・チョンシー）※LD版・日本テレビ版
- 007 死ぬのは奴らだ（ペッパー保安官）※TBS版
- 007 黄金銃を持つ男（ペッパー保安官）※TBS版
- 特攻野郎Aチーム
  - シーズン1 #3（ビール所長）
  - シーズン2 #11（ジェイク・ドーソン保安官）

ゲルト・フレーベ
- 素晴らしきヒコーキ野郎（マンフレッド・フォン・ホルスタイン大佐）※日本テレビ版・テレビ朝日版
- そして誰もいなくなった（ウィルヘルム・ブロア）
- 007 ゴールドフィンガー（オーリック・ゴールドフィンガー）※日本テレビ版
- チキ・チキ・バン・バン（ボンバースト男爵）※TBS版

フェルナンド・サンチョ
- 帰らざる戦場
- 革命児カランチョ危機連発
- キラーキッド
- さすらいの用心棒
- 地獄から来たプロガンマン
- 続・荒野の1ドル銀貨
- 七匹のプロファイター
- 墓標には墓標を
- 南から来た用心棒
- 夕陽の用心棒

#### 映画
- 哀愁の花びら
- 愛のサンタクロース（サンタクロース）
- アイランド（ウインザー博士）
- 悪夢の地底遭難（マッドマン・ハーマン）
- 明日に向って撃て!（パーシー・ギャリス〈ストローザー・マーティン〉）※フジテレビ版
- アラビアのロレンス（アーチボルト・マーレイ将軍）※テレビ東京版
- 暗黒の恐怖（レイモンド・フィッチ〈ゼロ・モステル〉）
- ウルトラ6兄弟VS怪獣軍団（シープアク隊員）
- エントラップメント（コンラッド・グリーン〈モーリー・チェイキン〉）※テレビ東京版
- オーケストラの少女（ジョン・フロスティ〈ユージン・パレット〉）
- おかしな二人（スピード〈ラリー・ヘインズ〉）※テレビ東京版
- オズの魔法使（オズの大魔法使い/占い師マーヴェル/御者/門番〈フランク・モーガン〉）※ソフト版
- ガールズ（ポール・ダーキエ）※フジテレビ版
- カンフーキッド/好小子（ボス）※日本テレビ版
- ガンファイターの最後（レスター・ロック〈キャロル・オコナー〉）
- キスメット（ワルター大公〈セバスチャン・キャボット〉）
- キバリーヒルズ・コップ（レス・カバルスキー〈チャールズ・ダーニング〉）
- キャノンズ（ハリー・ガターマン〈ドム・デルイーズ〉）※VHS版
- 暗くなるまで待って（カルリーノ〈ジャック・ウェストン〉）
- クリスマス・マジック プレゼントはお天気マシーン（サンタクロース）
- 国際諜報局（ブルージェイ）
- ザ・カンニング アルバイト情報（ローラン教授）
- 砂漠の鬼将軍（アドルフ・ヒトラー〈ルーサー・アドラー〉）※フジテレビ版
- 猿の惑星シリーズ
  - 続・猿の惑星（太った男〈ヴィクター・ブオノ〉）※LD版
  - 最後の猿の惑星（ヴァージル〈ポール・ウィリアムズ〉）
  - PLANET OF THE APES/猿の惑星（ネード元老院議員〈グレン・シャディックス〉）※ソフト版
- 料理長殿、ご用心（マックス〈ロバート・モーレイ〉）※フジテレビ版・テレビ朝日版
- ジャッキー・チェンの必殺鉄指拳（無宿大将〈七変化の男〉〈ユエン・シャオティエン[65] ）※TBS版
- シャレード（エドゥアルド・グランピエール警部〈ジャック・マラン〉）※フジテレビ版
- シルバー・サドル 新・復讐の用心棒（ガリンシア）
- ジングル・オール・ザ・ウェイ（ハンメル〈ロバート・コンラッド〉）※フジテレビ版
- 新・脱獄の用心棒（老人）
- スター・ウォーズ エピソード2/クローンの攻撃（デクスター・ジェッスター）
- ストリートファイター（ポー〈ストローザー・マーティン〉[66]）
- ストローカーエース（クライド・トークル〈ネッド・ビーティ〉）
- スパイ・ハード（ランカー将軍〈アンディ・グリフィス〉）
- スパルタカス（グラッカス〈チャールズ・ロートン〉）※ソフト版
- 続・荒野の1ドル銀貨（エステバン・フエンテス）
- 脱出（ルナール警部〈ダン・シーモア〉）
- ダーククリスタル（スケクシス族典礼長〈ジェリー・ネルソン〉）※NHK-BS版
- ちょっとご主人貸して（バーク〈エドワード・アンドリュース〉）※テレビ朝日版
- 小さな贈りもの（ヴァーノン〈パット・ヒングル〉）
- 小さな恋のメロディ（メロディの父〈ロイ・キニア〉）※テレビ朝日版
- 地球の頂上の島（ブリュー船長〈ジャック・マラン〉）※TBS版
- ドク・ハリウッド（ホーグ医師〈バーナード・ヒューズ〉）※フジテレビ版
- トランザム7000VS激突パトカー軍団（イタリア人医師〈ドム・デルイーズ〉）※テレビ朝日版
- 何がジェーンに起ったか?（エドウィン・フラッグ〈ヴィクター・ブオノ〉）
- ハーフ・ア・チャンス（シャルコフ）
- ハイランダー2 甦る戦士（アラン・ネイマン博士）※ビデオ版
- 博士の異常な愛情（ロシア大使〈ピーター・ブル〉）※テレビ朝日版（デラックスエディションBlu-ray収録）
- 八十日間世界一周（ゴージャー・ラルフ / 改革クラブ会員 / イングランド銀行総裁〈ロバート・モーレイ〉）
- バタリアン2（マンデル医師）
- バットマン オリジナル・ムービー（オズワルド・コブルポット/ペンギン〈バージェス・メレディス〉）※TBS新録版
- ビーン（Mr.ビーン〈ローワン・アトキンソン〉）※フジテレビ版
- 昼下りの情事（ミスター・X）※テレビ朝日新録版
- ピンク・ノーベンバーを追え!?（マリス提督〈ネッド・ビーティ〉）
- 不思議の国のアリス（ニセ海ガメ〈マイケル・ホーダーン〉）※VHS版
- 不思議の国のアリス（ハンプティ・ダンプティ）
- フォルウォスの黒楯（サー・ジェームス〈トリン・サッチャー〉）※テレビ朝日版
- フック（トゥートゥルス〈アーサー・マレット〉）
- 無頼の群（シムズ）
- プリティ・ブライド（ウォルター・カーペンター〈ポール・ドゥーリイ〉）
- フレンジー（ジョニー・ポッター〈クライヴ・スウィフト〉）※テレビ朝日版
- プロブレム・チャイルド/うわさの問題児（ビッグ・ベン〈ジャック・ウォーデン〉）
- プロブレム・チャイルド2（ビッグ・ベン〈ジャック・ウォーデン〉）
- ベイブ/都会へ行く（セロニアス〈ジェームズ・コスモ〉）※ソフト版
- ヘルプ!4人はアイドル（クラング〈レオ・マッカーン〉）
- 人間狩り（アーシャ〈ソレル・ブック〉）
- マーヴェリック（ユージーン〈ジェフリー・ルイス〉）※日本テレビ版
- マイ・ボディガード（ドブス〈ジョン・ハウスマン〉）
- マウス・ハント（アレキサンダー・ファルコ〈モーリー・チェイキン〉）※ソフト版・TBS版
- マスク2（ニューマン博士〈ベン・スタイン〉）※ソフト版
- マルキ（ピゴヌー）
- 南から来た用心棒（ゴルドン・ウォッチ）※TBS版
- 名探偵登場（ミロ・ペリエ〈ジェームズ・ココ〉）
- メリー・ポピンズ（アルバートおじさん〈エド・ウィン〉）※ソフト版・フジテレビ版
- ヨギ & ブーブー わんぱく大作戦（ナレーター）
- リーサル・ウェポン4（ベニー・チャン）※日本テレビ版
- リトル・ショップ・オブ・ホラーズ（ムシュニク〈ヴィンセント・ガーディニア〉）
- ロビン・フッド（ヘレフォードの司教）※テレビ東京版

#### ドラマ
- アイ・ラブ・ルーシー（フレッド・マーツ〈ウィリアム・フローレイ〉）※フジテレビ版
- アウター・リミッツ（ディーモス、ターマン・カトラー、ダニエル・ペティ）
- インベーダー シーズン1 #7（オリヴァー・エイムス）
- 宇宙大作戦（コール司令官〈ジョン・コリアス〉）
- 奥さまは魔女（ドクター・ボンベイ〈バーナード・フォックス〉）
  - アルファ（137話）、ブリス1世（180話）、ギボンズ（209話）他
- 俺がハマーだ! シーズン1 #13（デッドヒート）
- オン・ジ・エアー（イワン・ゾブロトニク〈シドニー・ラシック〉）
- 怪鳥人間バットマン（ジョーカー〈シーザー・ロメロ〉）※フジテレビ版
- 刑事コジャック シーズン1 #11（ジョージ・ジャニス〈ヴァル・エイヴリー〉）
- ジェシカおばさんの事件簿（ヘムズリー・ポスト、マレー・グルーエン〈バディ・ハケット〉）
- 主任警部モース「死者たちの礼拝」（副司教〈ハロルド・イノセント〉）
- スーパーナチュラル シーズン1 第12話（ロイルグランジ牧師〈ケヴィン・マクナルティ〉）
- 青春の城 コビントン・クロス（セオドア〈ジェームズ・サクソン〉）
- 0011ナポレオン・ソロ 5話（ブラック〈キャロル・オコナー〉（12話）、エルモ（19話）、シュルツ（33話）、（37話）、（46話）
- 地上最強の美女たち!チャーリーズ・エンジェル シーズン3 #9（ジャック船長）
- 電撃スパイ作戦 #16（シュレーダー〈ガイ・デギー〉）
- 特攻ギャリソン・ゴリラ #18（アシール〈マルセル・ヒレール〉）
- バット・マスターソン「ヘッドストーンの出来事」
- ファミリータイズ シーズン3 #16・17（バド・カールソン）
- プリズナーNo.6
  - 地図にない村（小売店主〈デニス・ショウ〉）
  - チェックメイト（小売店主〈デニス・ショウ〉）
- フルハウス（ケネス・ドナルドソン）
- 平原児シスコ・キッド（シスコ[67]、ハンレイ[67]、解説[67]）
- マイ・ビッグ・ファット・ライフ!（ガス・ポルトカロス）
- マペッツシリーズ
  - マペット・ショー（シェフ）
  - マペット放送局（ドン・リックルズ）
- ミステリー・ゾーンシリーズ
  - 死神につかれた男（ルイス・ブックマン〈エド・ウィン〉）※音源紛失話新録版
  - 疑惑（チャーリー・ファーンズワース〈ジャック・ウェストン〉）※旧録版
  - 敗北者（ミスレル）※旧録版
  - 因縁も売り物です（ハービー・ハニカット〈ジャック・カーソン〉）※旧録版
  - ノイズに憑かれた男（アッカーマン教授〈ロバート・エムハード〉）※旧録版
  - 狩りの最中突然に（ティルマン・ミラー〈オービル・シャーマン〉）※旧録版
  - 4つ目の願い（ワトソン〈ローリング・スミス〉）※旧録版
- ミス・マープル「パディントン発4時50分」（ダッカム警部）
- ミルドレッドの魔女学校（エグバート・ヘリボアー）
- 名探偵ポワロシリーズ
  - クラブのキング（ヘンリー・リードバン〈デビッド・スウィフト〉）
  - 安いマンションの事件（バート〈ウィリアム・フットキンス〉）
  - グランド・メトロポリタンの宝石盗難事件（エド・オバルセン〈トレヴァー･クーパー〉）
- 名探偵モンクSeason3 第8話
- ROOTS 〜ルーツ〜（アーサー・ジャスティン〈バール・アイヴス〉）※ソフト版
- わんぱくフリッパー シーズン1 #24（シンプソン）※ビデオ版
- 新スタートレック シーズン2（パクレド人船長〈クリストファー・コリンズ〉）

#### 海外人形劇
- スーパーカー #4、#7、#15、#18、#19、#25、#26、#29、#30、#31（マスタースパイ）
- 海底大戦争 スティングレイ #30（XYテレビのアナウンサー）
- フラグルロック（マットおじさん）

#### アニメ
- アイドル忍者タートルズ（クランゲ皇帝）
- インセクターズ（テクノー長官）
- クマゴロー（クマゴロー）
- ザ・シンプソンズ（エイブラハム・シンプソン〈初代〉 他）
  - ザ・シンプソンズ MOVIE（エイブラハム・シンプソン）※劇場公開版、オリジナル版共に担当
- サーフズ・アップ
- 史上最強のグーフィー・ムービー Xゲームで大パニック!
- 白雪姫（ごきげん）※再公開版
- ダックにおまかせ ダークウィング・ダック（タスカニーニ）
- チップとデールの大作戦（ジョリー・ロジャー船長〈2代目〉、チャーリー）
- ディック・トレイシー（ブル巡査部長）
- ドボチョン一家の幽霊旅行（ヘッピリー / ノットリーダ）
- トムとジェリー大行進（ドルーピー）
- トムとジェリーの大冒険（パクジー）
- 早射ちマック（マック）
- ピーター・パン（酋長）※TBS版
- ピノキオ 新しい冒険（グランブルビー大尉 - 声：ジョナサン・ハリス）
- ピンチクリフ・グランプリ（ルドビグ）
- ふしぎの国のアリス（トゥードル・ディー、トゥードル・ダム、イモムシ）※TBS版
- Mr.インクレディブル（通行人）
- ゆかいなボゾ
- ワンス・アポン・ア・スタジオ -100年の思い出-（トラスティ）※ライブラリ出演
- わんわん物語（トラスティ）※1989年再公開版、ソフト版
- わんわん物語II（トラスティ）

### 特撮
- 恐竜大戦争アイゼンボーグ（帝王ウルルの声、神原五郎）
- チビラくん（ポチポチの声、ペロの声、石化けの声）
- 超神ビビューン（ベニシャークの声）

### 人形劇
- ひょっこりひょうたん島（ライオン）
- ネコジャラ市の11人（ライヤッチャ将軍、冬将軍閣下）
- ヤンヤンムウくん（ウィニィ・ホー）
- プリンプリン物語（ランカー）
- 劇団飛行船
  - 「アラジンと魔法のランプ」（ランプの精）
  - 「オズの魔法使い」（オズの宮殿の門番）

### ラジオドラマ
- チャッカリ夫人とウッカリ夫人

### テレビドラマ
- サーカス・ボーイ
- 世にも奇妙な物語　2001年秋の特別編「ママ新発売!」（2001年、フジテレビ）

### 映画
- 20世紀少年 第1章 終わりの始まり
- ヤッターマン（ドクロベエの声）

### ラジオ
- ラジオユーモア辞典 〜ちょっといい話〜 地方AM局数局で放送。

### ナレーション
- ムシムシ大行進（1972年スタート、子供向け朝のミニ帯番組）
- 緊急ナマ放送!!みのもんたの全国警察犯罪捜査網
- スーパーテレビ情報最前線
- それゆけホッティーズ!（ホッティーズ博士の声）
- 撮りッたがり決死隊 トッターマンDS
- ドリーム・プレス社
- トリビアの泉 〜素晴らしきムダ知識〜（トリビア「『途中』という終点がある」のナレーション）
- 脳内エステ IQサプリ（ナレーション〈不定期で担当〉）
- ビートたけしのTVタックル（「ぶらり赤字列島の旅」コーナーナレーション）
- ぴったんこカン・カン（ロケコーナーナレーション）
- 摩訶!ジョーシキの穴

### CM
- アース製薬「コンクゴキンジャム」
- アース製薬「ゴキブリホイホイ」 - ゴキブリの父親、ナレーション
- エースコック「スーパーカップ大盛りいか焼そば&大盛りぶた塩焼そば」 - ドクロベエの声
- NTTファシリティーズ - エコロじいの声
- 江崎グリコ「いちごポッキー」赤ずきんちゃん編
- 大正製薬「大正ゴキブリゾロゾロ」
- KDDI/沖縄セルラー電話（au）「LISMO Q?・アンジェラ・アキ」篇
- 崎陽軒
- 公共広告機構「子どもはあなたのコピーです。」
- サントリー「BOSS HALF&HALF」
- 日本ハム「ブンタッタ」
- ナショナル「石油温風はるる」「マックロード」、「テープレコーダー TimeIC」
- 浜乙女 - 2022年引き続き放映中
- タカラ「SUPER人生ゲーム2」
- バンダイ「光機動Vdashガンダム」（1993年）
- 樋屋製薬
- フジテレビ
- ほっともっと「半熟たまごプレゼント」 - 東日本限定
- 藤沢薬品工業（現：第一三共ヘルスケア）「オイラックスシリーズ」
- ブルマァクの怪獣シリーズ
- オールジャパンメガネチェーン「メガネは水晶堂」 - 宮城・岩手限定
- ヤクルト「ミルミル」
- 明治製菓（現：明治）イソジン
- ダイニチ「ブルーヒーター」
- ユニ・チャーム「オヤスミマン」
- 松下電器産業 「娯楽の殿堂」
- 武田薬品工業「ピータードロップ」（のど飴）

### 歌曲・レコード・CD・LPドラマ
- 『ボワジュースのうた』（劇場アニメ『空飛ぶゆうれい船』挿入歌、堀絢子とのデュエット、1969年）
- 『ポチポチの歌』（『チビラくん』挿入歌、1970年）
- 『ゲゲゲの鬼太郎』主題歌「ゲゲゲの鬼太郎」（コロムビア版カバー、1971年発売）
- 『ペラ助のぼやき節』タイムボカン挿入歌（1975年発売）
- 『タイムパトロール隊オタスケマン』歌と音楽集（東南長官、ペラ助、ドクロベー、1980年発売）
- 太陽の勇者ファイバード ユリちゃんに愛の花束を…（ドクター・ジャンゴ、1997年発売）
- 『外郎売り』（教材用、青二プロダクション、2008年発売）

### その他のコンテンツ
- 内村さまぁ〜ず 配信第02回・ぶらりタクシー途中下車の旅ナレーション
- NNN Newsリアルタイム（2007年11月26日分のコーナー「リアルエンタメ」、顔出し出演）
- 快感MAP（2007年11月12日放送分、顔出し出演）
- 行列のできる法律相談所 2007年9月30日放送分に出演。ただし本人の希望で顔は映らないようにしていた
- 佐渡歴史伝説館（第九景 語り部のおじいちゃんの声）
- 東京ディズニーランド
  - 『スプラッシュ・マウンテン』（ブレア・オウル）
  - 『白雪姫と七人のこびと』（ハッピー）
- ラグーナテンボス・ラグナシア
  - 『ステラコースター』（ジャッロ）
- 東武ワールドスクウェア（物知りおじさんの声）
- ノーマン（ヨロメキス）
- 袋田温泉 入浴施設関所の湯（仙人ロボットのナレーション）
- ぶらり途中下車の旅（旅人〈顔出しで出演〉、3DSの『ぶらり特選 鉄ビュー3D』のナレーションも担当）[68]
- 報道ステーション（2007年11月16日放送分のコーナー団塊の世代向けの「懐かしのアメリカ映画」のコーナー、顔出し出演）
- 天才ビットくん（ケメコの言う「あのお方」の声）